# Bayside (Queens)
Bayside es un vecindario del distrito de Queens de la ciudad de Nueva York. Limita con Whitestone y Río Este al norte, con Fresh Meadows al oeste, con Bellerose, Douglaston y Little Neck al este y Queens Village al sur.
Bayside se encuentra en el Distrito Comunitario 11 de Queens, mientras que sus códigos postales son 11360, 11361, y 11364. Está patrullada por la 111.ª comisaría de la policía de Nueva York.

## Historia
Bayside se estableció en 1683 encontrándose dentro de la ciudad de Flushing. La primera vez escrita conocida del nombre Bayside fue en un deed fechado en 1798, con el nombre de Bay Side.
Durante el siglo XIX, Bayside era principalmente tierra de cultivo, donde la gente adinerada de Manhattan lo visitaba como un centro turístico rural. La expansión de la ciudad llegó después de la Segunda Guerra Mundial, gracias a la construcción de una estación del Ferrocarril de Long Island cerca de ésta.

## Demografía
Según los datos del censo de Estados Unidos de 2010, la población de Bayside era de 43 808 personas. Tiene una superficie de 751.6 hectáreas (7.51 km²) y una densidad de 23.6 habitantes por acre (15 100 por milla cuadrada; 5800 por km²).
Las razas de los habitantes del barrio era el 46.9% (20 550) blancos, el 11.6% (5066) era hispánico o latino, el 2.6% (1160) afroamericano, el 0.1% (24) nativo americano, el 37.3% (16 324) era asiático, el 1.6% (667) de otras razas.
En 2017, los Ingreso familiar per cápita era de USD 70 155. En 2018, según una estimación según un informe del Departamento de Salud e Higiene Mental de la Ciudad de Nueva York, la población tenía una expectación de vida mediana de 84.7 años.

## Policía y criminalidad
Bayside está patrullada por la 111.ª comisaría del NYPD. La 107.ª comisaría obtuvo el octavo lugar de 69 áreas patrulladas más seguras por delitos per-cápita en el año 2010. En 2018, obtuvo una tasa de asalto no fatal de 71 por 100 000 personas, mientras que la tasa de encarcelamiento es de 824 por 100 000 personas siendo más altas comparadas con otras ciudades.
Según un informe de 2018, la tasa de criminalidad en Bayside con respecto al año 1990 ha bajado en un 88.6%. En 2018, en el distrito sólo se informaron 0 asesinatos, 7 violaciones, 74 agresiones graves, 361 robos con intimidación, 163 robos y 37 robos de automóviles.